# 尾身智志
尾身 智志（おみ さとし、1994年7月10日 - ）は、日本のお笑い芸人。お笑いコンビ「ラパルフェ」のメンバー。ボケ（一部のものまねをするネタではツッコミ）担当。東京都千代田区出身。

## 略歴
祖父は第6代財務大臣の尾身幸次、母は元総務副大臣の尾身朝子。
千代田区立九段中等教育学校卒業後、一般受験を経て現役合格で早稲田大学文化構想学部に進学し卒業。大学在学中に高校の同級生だった都留拓也と「リレンザ」を結成し、早稲田大学お笑い工房LUDO及び千葉大学お笑いサークルP-RITTSに所属。ワタナベコメディスクール26期生となり、プロデビュー後はコンビ名を「ラパルフェ」に改名。
2020年2月22日、結婚を発表。2021年に第一子が誕生した。

## 人物
SNSなどでは「尾身映画」と名乗っている。
鈴井貴之のものまねを得意としており、大泉のまねもレパートリーにある都留と2人で『水曜どうでしょう』のまねをレパートリーとしている。ほか、堺雅人のものまねも披露する。

## ものまねレパートリー
- 堺雅人
- 嶋佐和也（ニューヨーク）
- すがちゃん最高No.1 （ぱーてぃーちゃん）
- 鈴井貴之
- DAIGO
- 桝太一
- 道枝駿佑（なにわ男子）
- 友田オレ

## 出演

### 舞台
- 劇団マカリスター 第11回本公演『僕は君にぞくぞくしている』（2024年10月23日 - 29日、下北沢駅前劇場）[3]